# Velký Vont
Velký Vont je náčelník chlapecké organizace Vontů ze Stínadel objevující se v komiksu Rychlé šípy Jaroslava Foglara.
Velký Vont svolává Vontskou radu a organizuje dění ve Stínadlech. Odznakem Velkého Vonta je Ježek v kleci.
V knize Záhada hlavolamu se odehrává volba Velkého Vonta, přičemž kandidáty jsou Otakar Losna a Štěpán Mažňák. Dalším Velkým Vontem se v knize Stínadla se bouří stal Vláďa Dratuš. V knize Tajemství Velkého Vonta pomáhá Losna Rychlým šípům zjistit, co bylo ve vzkazu, který dal číst Vláďovi tajemný cizinec. Na konci knihy se sám stává Velkým Vontem.

## Postavy Vekých Vontů

#### Otakar Losna
Čestný, slušný a mírumilovný Vont; vystupuje ve všech dílech trilogie. V Záhadě hlavolamu je soupeřem Mažňáka v boji o Velké Vontství. Rychlé šípy ho jednou osvobodí ze spárů mažňákovců a naučí ho vyndavat ježka z klece za podmínky, že jim hlavolam (až se stane Velkým Vontem) půjčí. Hlavolam je však bezprostředně po Losnově zvolení ztracen v bahnu stoky. V knize Stínadla se bouří je členem sdružení Žlutý květ a zprvu jediným přítelem Rychlých šípů ve Stínadlech. Snaží se, aby se Velkým Vontem stal Vláďa Dratuš, což se nakonec podaří, a ve Stínadlech opět zavládne jednota. V knize Tajemství Velkého Vonta pomáhá Losna Rychlým šípům zjistit, co bylo ve vzkazu, který dal číst Vláďovi tajemný cizinec. Na konci knihy se sám stává Velkým Vontem.

#### Široko
Též Širokko, tajemná postava, která se zjevuje ve Stínadlech s ježkem v kleci. Spolu s Emilem Hačiříkem a dalšími dvěma chlapci se mu podařilo vylovit hlavolam z bezedného bahna a kalu podzemní stoky. Hledá vhodného nástupce, kterému by svěřil ježka v kleci, aby se stal Velkým Vontem. Zároveň nechce, aby někdo věděl, že Široko je předminulý Velký Vont (jménem Karel Nekola), z toho důvodu nosí černou pelerínu a bílou masku na obličeji. To samozřejmě dráždí Vonty (Uctívači ginga), kteří chtějí hlavolam získat pro vůdce své skupiny. Široka však nikdo nedokáže polapit. Nakonec dá ježka v kleci Rychlým šípům, které mu pomohou, když je zraněn po pádu ze střechy. Objevuje se i v pokračování Poslední tajemství Jana T. od Jaroslava Velinského, kde často pomáhá Losnovi.

#### Vláďa Dratuš
Vláďa Dratuš se poprvé objevuje v románu Stínadla se bouří. Je několik let slepý a chystá se podstoupit operaci. Ta se podaří a Vláďa znovu vidí. Už předtím byl ale vedoucím skupiny Žlutý květ, ve které je i Otakar Losna. S pomocí Rychlých šípů se stane Velkým Vontem a zavede ve Stínadlech pořádek. O půl roku později (kniha Tajemství Velkého Vonta) Vláďu začne vydírat tajemný cizinec. Chce ježka v kleci výměnou za podivný papír, jehož obsah nikdo nezná. Rychlé šípy Vláďovi pomohou z těžké situace. Nechtěně zjistí, co bylo napsáno na tom podivném vzkazu. Vláďa se poté vzdává titulu Velkého Vonta a své místo přepouští Losnovi.

## Zajímavost
V roce 2014 rozhodlo zastupitelstvo města Dobříš o pojmenování několika nových ulic na motivy díla Jaroslava Foglara. Jednou z nich je i ulice Velkého Vonta.